# Billbergia decora
Billbergia decora är en gräsväxtart som beskrevs av Eduard Friedrich Poeppig och Stephan Ladislaus Endlicher. Billbergia decora ingår i släktet Billbergia och familjen Bromeliaceae. Inga underarter finns listade i Catalogue of Life.